# Nesocharis
Genre
Nesocharis est un genre de passereaux de la famille des Estrildidés

## Liste d'espèces
Selon la classification de référence du Congrès ornithologique international (version 15.1, 2025) :
- Nesocharis shelleyi Alexander, 1903 – Dos-vert à tête noire
- Nesocharis ansorgei (Hartert, 1899) – Dos-vert à collier